# Olympische Sommerspiele 1960/Leichtathletik – Kugelstoßen (Männer)

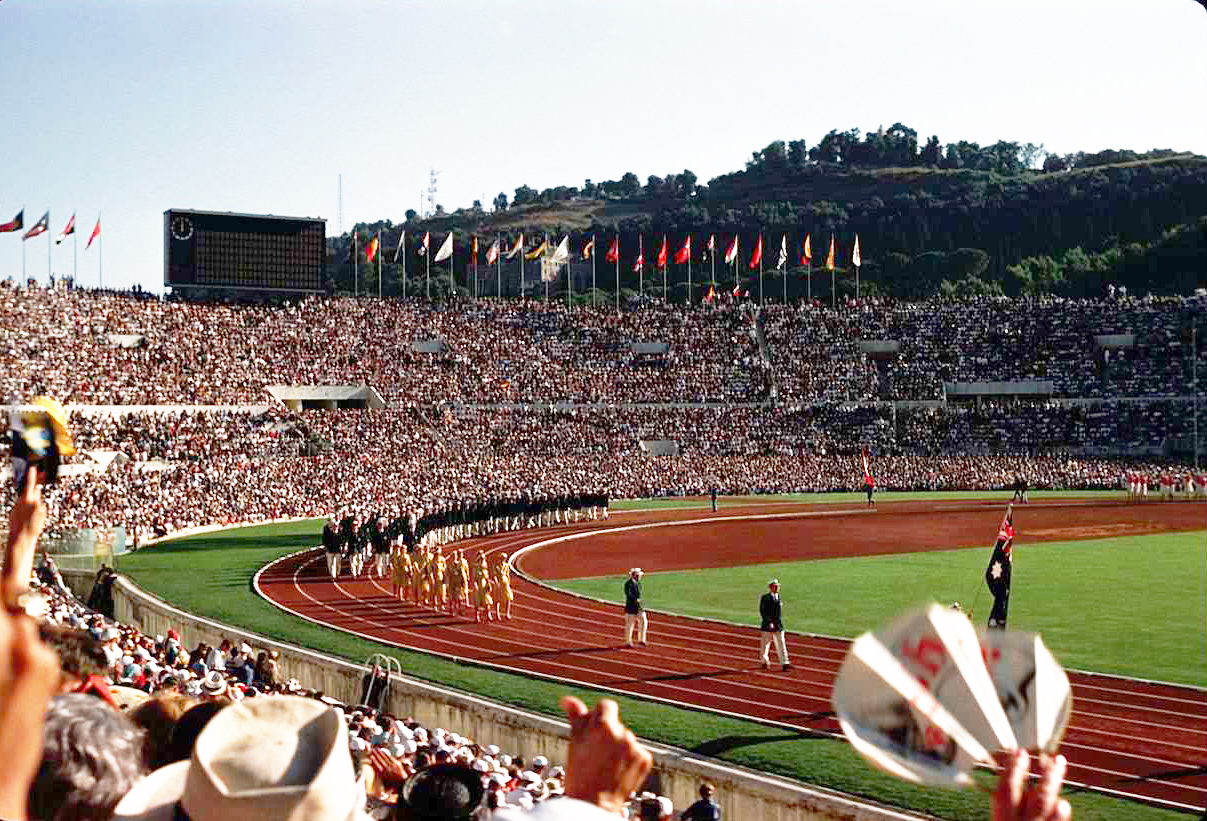
Das Olympiastadion während der Eröffnungsfeier

Das Kugelstoßen der Männer bei den Olympischen Spielen 1960 in Rom wurde am 31. August 1960 im Stadio Olimpico ausgetragen. 24 Athleten nahmen an der ersten Leichtathletikentscheidung der Männer bei diesen Spielen teil.
Die US-Mannschaft konnte einen dreifachen Erfolg feiern. Bill Nieder gewann vor Parry O’Brien, dem Olympiasieger von 1952 und 1956. Bronze ging an Dallas Long.
Es gingen drei Deutsche an den Start. Fritz Kühl konnte sich nicht für das Finale qualifizieren. Dietrich Urbach und Hermann Lingnau erreichten das Finale. Urbach belegte dort Platz sieben, Lingnau erreichte Rang zwölf. Athleten aus Österreich, der Schweiz und Liechtenstein nahmen nicht teil.

## Rekorde

### Bestehende Rekorde
| Weltrekord         | 20,06 m | Bill Nieder ( USA)   | Walnut (Kalifornien), USA       | 12. August 1960   |
| Olympischer Rekord | 18,57 m | Parry O’Brien ( USA) | Finale OS Melbourne, Australien | 28. November 1956 |

### Rekordverbesserungen
Der olympischen Rekord wurde dreimal verbessert:
- 18,77 m – Parry O’Brien (USA), Finale am 31. August. erster Durchgang
- 19,11 m – Parry O’Brien (USA), Finale am 31. August. zweiter Durchgang
- 19,68 m – Bill Nieder (USA), Finale am 31. August. fünfter Durchgang

## Durchführung des Wettbewerbs
24 Athleten traten am 31. August zu einer Qualifikationsrunde an. Die von fünfzehn Wettbewerbern – hellblau unterlegt – übertroffene Qualifikationsweite betrug 16,75 Meter. Damit war die für das Finalfeld vorgesehene Mindestzahl von zwölf Sportlern erreicht. Für alle qualifizierten Teilnehmer fand am Nachmittag desselben Tages das Finale statt. Dort standen jedem Kugelstoßer zunächst drei Versuche zu. Die besten sechs Athleten konnten dann drei weitere Stöße absolvieren.
Die Bestweiten sind fett gedruckt. Bei gleicher Weite entschied das zweitbeste Resultat über die Platzierung.

## Zeitplan
31. August, 9:00 Uhr: Qualifikation

31. August, 16:50 Uhr: Finale

## Legende
Kurze Übersicht zur Bedeutung der Symbolik – so üblicherweise auch in sonstigen Veröffentlichungen verwendet:
| – | verzichtet |
| x | ungültig   |

## Qualifikation

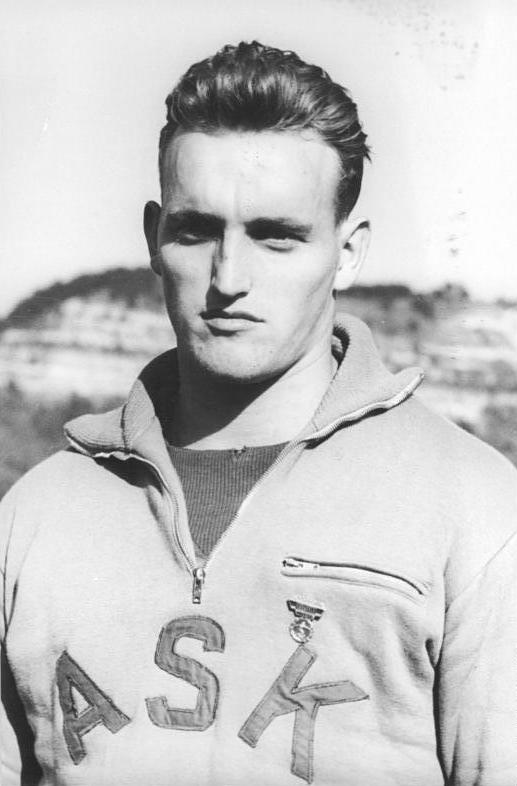
Fritz Kühl – ausgeschieden mit 15,71 m

Datum: 31. August 1960, 9:00 Uhr
Mit Salem El-Jisr nahm erstmals ein Leichtathlet aus dem Libanon teil.
| Platz | Name                  | Nation           | 1. Versuch | 2. Versuch | 3. Versuch | Resultat |
| ----- | --------------------- | ---------------- | ---------- | ---------- | ---------- | -------- |
| 1     | Wiktor Lipsnis        | Sowjetunion      | 17,65 m    | –          | –          | 17,65 m  |
| 1     | Dallas Long           | USA              | 17,65 m    | –          | –          | 17,65 m  |
| 3     | Jiří Skobla           | Tschechoslowakei | 17,32 m    | –          | –          | 17,32 m  |
| 4     | Parry O’Brien         | USA              | 17,29 m    | –          | –          | 17,29 m  |
| 5     | Mike Lindsay          | Großbritannien   | 17,28 m    | –          | –          | 17,28 m  |
| 6     | Martyn Lucking        | Großbritannien   | 17,20 m    | –          | –          | 17,20 m  |
| 7     | Bill Nieder           | USA              | 17,14 m    | –          | –          | 17,14 m  |
| 8     | Dietrich Urbach       | Deutschland      | 16,55 m    | 17,09 m    | –          | 17,09 m  |
| 9     | Silvano Meconi        | Italien          | 17,08 m    | –          | –          | 17,08 m  |
| 10    | Alfred Sosgórnik      | Polen            | 17,06 m    | –          | –          | 17,06 m  |
| 11    | Les Mills             | Neuseeland       | x          | 16,93 m    | –          | 16,93 m  |
| 12    | Hermann Lingnau       | Deutschland      | 16,21 m    | 16,87 m    | –          | 16,87 m  |
| 13    | Zsigmond Nagy         | Ungarn           | 16,84 m    | –          | –          | 16,84 m  |
| 14    | Jaroslav Plíhal       | Tschechoslowakei | 16,81 m    | –          | –          | 16,81 m  |
| 14    | Warwick Selvey        | Australien       | 16,81 m    | –          | –          | 16,81 m  |
| 16    | Eugeniusz Kwiatkowski | Polen            | x          | x          | 16,71 m    | 16,71 m  |
| 17    | Arthur Rowe           | Großbritannien   | 16,19 m    | 16,42 m    | 16,68 m    | 16,68 m  |
| 18    | Georgios Tsakanikas   | Griechenland     | 16,44 m    | 16,22 m    | 16,38 m    | 16,44 m  |
| 19    | Erik Uddebom          | Schweden         | 16,31 m    | 16,09 m    | 16,27 m    | 16,31 m  |
| 20    | Fritz Kühl            | Deutschland      | 15,71 m    | 15,71 m    | 15,69 m    | 15,71 m  |
| 21    | Gideon Ariel          | Israel           | 14,56 m    | 14,65 m    | 14,57 m    | 14,65 m  |
| 22    | Salem El-Jisr         | Libanon          | 13,34 m    | 13,82 m    | 13,50 m    | 13,82 m  |
| 23    | Nayef Mohamed Hameed  | Irak             | 13,52 m    | 12,61 m    | 13,65 m a  | 13,65 m  |
| 24    | Haider Khan           | Pakistan         | 13,53 m    | 13,47 m    | 13,26 m    | 13,53 m  |
| DNS   | Bruno Graf            | Schweiz          |            |            |            |          |
| DNS   | Todor Artarski        | Bulgarien        |            |            |            |          |
| DNS   | Vilmos Varjú          | Ungarn           |            |            |            |          |
| DNS   | Nuri Turan            | Türkei           |            |            |            |          |

## Finale

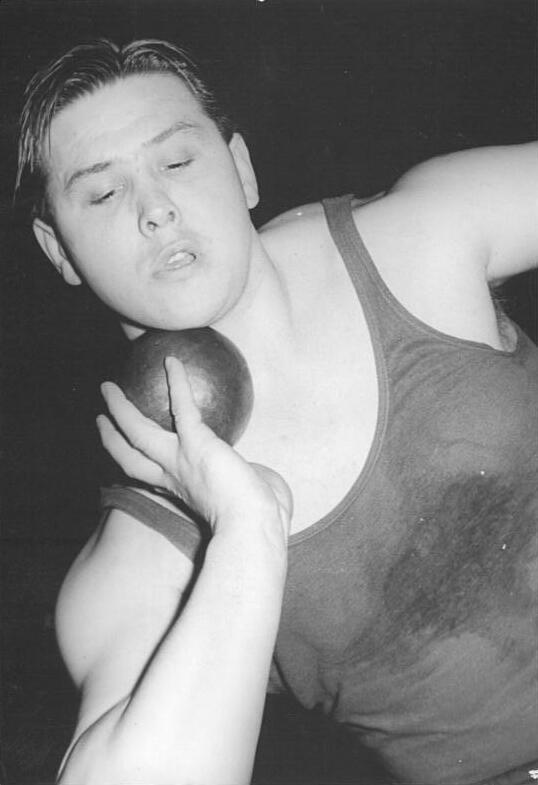
Jiří Skobla, 1956 Bronzemedaillengewinner, erreichte im Finale Platz neun

Datum: 31. August 1960, 16:50 Uhr
| Platz | Name             | Nation           | 1. Ver- such | 2. Ver- such | 3. Ver- such | 4. Ver- such                              | 5. Ver- such                              | 6. Ver- such                              | Endresultat |
| ----- | ---------------- | ---------------- | ------------ | ------------ | ------------ | ----------------------------------------- | ----------------------------------------- | ----------------------------------------- | ----------- |
| 1     | Bill Nieder      | USA              | 18,67 m      | 18,77 m      | x            | 18,67 m                                   | 19,68 m OR                                | x                                         | 19,68 m OR  |
| 2     | Parry O’Brien    | USA              | 18,77 m OR   | 19,11 m OR   | x            | 18,64 m                                   | 17,41 m                                   | 18,39 m                                   | 19,11 m     |
| 3     | Dallas Long      | USA              | 16,80 m      | 18,88 m      | 18,66 m      | 18,25 m                                   | x                                         | 19,01 m                                   | 19,01 m     |
| 4     | Wiktor Lipsnis   | Sowjetunion      | 17,28 m      | 17,90 m      | 17,51 m      | x                                         | x                                         | 17,83 m                                   | 17,90 m     |
| 5     | Mike Lindsay     | Großbritannien   | 17,63 m      | 17,63 m      | 17,80 m      | 17,09 m                                   | 17,39 m                                   | 17,43 m                                   | 17,80 m     |
| 6     | Alfred Sosgórnik | Polen            | 17,57 m      | 17,57 m      | x            | x                                         | 17,52 m                                   | 17,39 m                                   | 17,57 m     |
|       |                  |                  |              |              |              |                                           |                                           |                                           |             |
| 7     | Dietrich Urbach  | Deutschland      | 17,34 m      | 17,05 m      | 17,47 m      | nicht im Finale der besten sechs Athleten | nicht im Finale der besten sechs Athleten | nicht im Finale der besten sechs Athleten | 17,47 m     |
| 8     | Martyn Lucking   | Großbritannien   | 17,05 m      | 16,71 m      | 17,43 m      | nicht im Finale der besten sechs Athleten | nicht im Finale der besten sechs Athleten | nicht im Finale der besten sechs Athleten | 17,43 m     |
| 9     | Jiří Skobla      | Tschechoslowakei | 17,31 m      | 17,39 m      | x            | nicht im Finale der besten sechs Athleten | nicht im Finale der besten sechs Athleten | nicht im Finale der besten sechs Athleten | 17,39 m     |
| 10    | Jaroslav Plíhal  | Tschechoslowakei | 17,35 m      | 17,36 m      | 17,27 m      | nicht im Finale der besten sechs Athleten | nicht im Finale der besten sechs Athleten | nicht im Finale der besten sechs Athleten | 17,36 m     |
| 11    | Les Mills        | Neuseeland       | 16,86 m      | 16,09 m      | 17,06 m      | nicht im Finale der besten sechs Athleten | nicht im Finale der besten sechs Athleten | nicht im Finale der besten sechs Athleten | 17,06 m     |
| 12    | Hermann Lingnau  | Deutschland      | 16,65 m      | 16,98 m      | 16,66 m      | nicht im Finale der besten sechs Athleten | nicht im Finale der besten sechs Athleten | nicht im Finale der besten sechs Athleten | 16,98 m     |
| 13    | Silvano Meconi   | Italien          | x            | 16,73 m      | x            | nicht im Finale der besten sechs Athleten | nicht im Finale der besten sechs Athleten | nicht im Finale der besten sechs Athleten | 16,73 m     |
| 14    | Zsigmond Nagy    | Ungarn           | x            | 16,67 m      | x            | nicht im Finale der besten sechs Athleten | nicht im Finale der besten sechs Athleten | nicht im Finale der besten sechs Athleten | 16,67 m     |
| 15    | Warwick Selvey   | Australien       | 16,18 m      | 15,93 m      | 15,76 m      | nicht im Finale der besten sechs Athleten | nicht im Finale der besten sechs Athleten | nicht im Finale der besten sechs Athleten | 16,18 m     |

Fünfzehn Teilnehmer hatten es über die Qualifikationsweite ins Finale geschafft. Als Favorit galt der US-Athlet Bill Nieder, der im August als erster Mann die 20-Meter-Marke übertroffen hatte.
Im Finale waren es ausschließlich die drei US-Amerikaner Nieder, Parry O’Brien und Dallas Long, die weiter als neunzehn Meter stießen. Allerdings musste der Weltrekordler Nieder sein operiertes verletztes Knie mit einer Bandage stützen und konnte nur unter Schmerzen den Wettkampf bestreiten. O’Brien, der Olympiasieger von 1952 und 1956, versuchte, seine Konkurrenten mit Psycho-Spielchen zu beeindrucken, was ihm anfangs auch gelang. In den ersten beiden Durchgängen verbesserte er jeweils seinen eigenen Olympiarekord. Im vorletzten Durchgang fing Nieder seinen Landsmann O’Brien noch ab und der Olympiasieger vergangener Tage musste sich mit der Silbermedaille zufriedengeben. Bronze ging an Long.
Im vierzehnten olympischen Finale gelang William Nieder der zwölfte US-Sieg. Es war der vierte US-Erfolg in Folge. Gleichzeitig war es der siebte US-Dreifacherfolg.

## Videolinks
- Olympic shot put 1960, youtube.com, abgerufen am 19. Oktober 2017
- SHOT PUT FINAL MEN 1960 OLYMPICS ROME, youtube.com, abgerufen am 29. August 2021